# Luis Pardo
Luis Pardo Villalón, surnommé Piloto Pardo au Chili, né le 20 septembre 1882 à Santiago et mort dans cette ville le 21 février 1935, est un capitaine de navire chilien.
Il est connu principalement pour avoir commandé le remorqueur à vapeur Yelcho en 1916 dans une mission de secours des 22 hommes de l'expédition Endurance bloqués sur l'île de l'Éléphant près de l'Antarctique. Son buste, classé monument historique de l'Antarctique, a été érigé sur la pointe Wild de l'île de l'Éléphant.

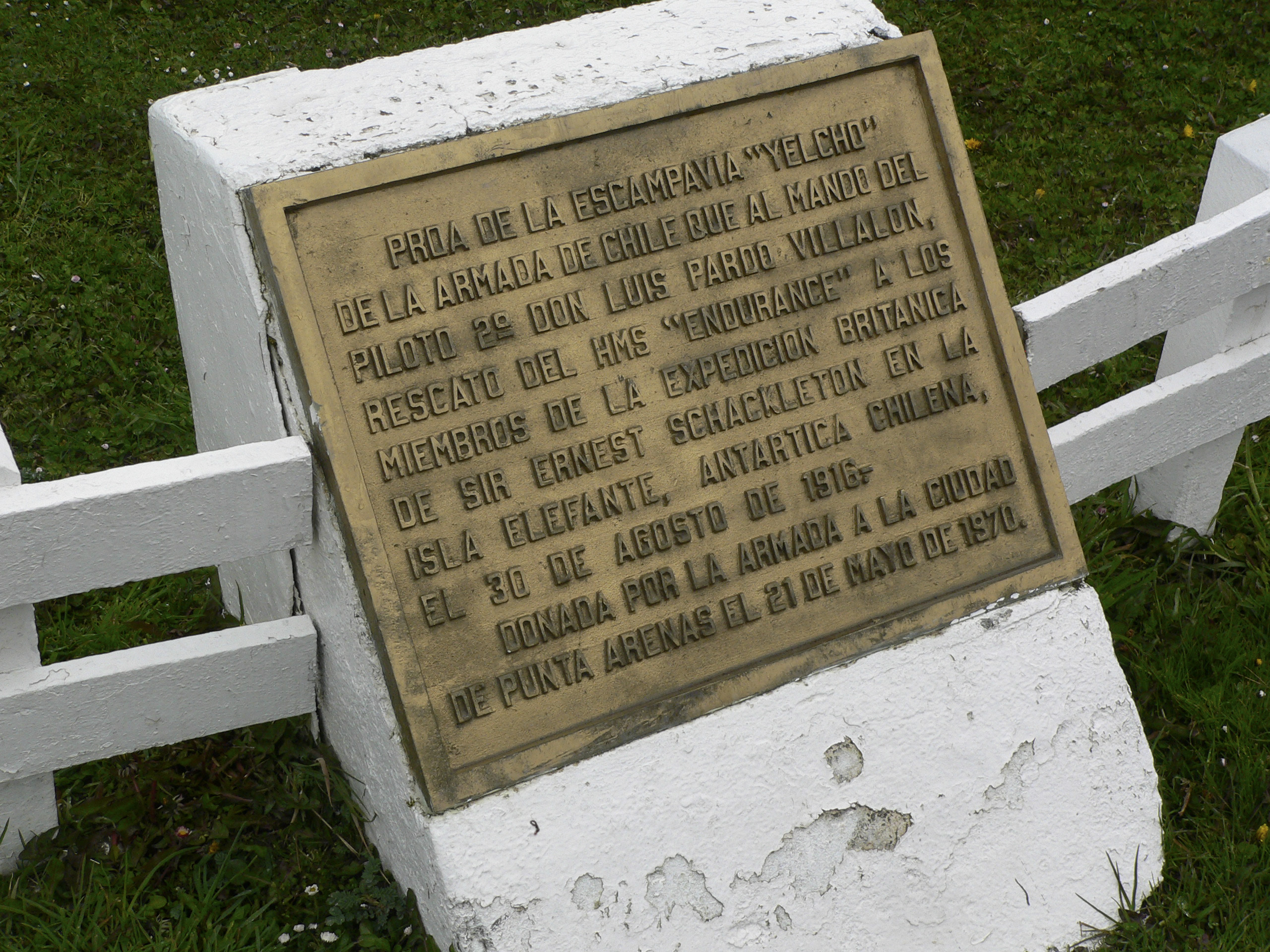
Plaque commémorative à Puerto Williams.